# 카미노데산티아고
카미노데산티아고(스페인어: Camino de Santiago, 갈리시아어: Camiño de Santiago, 라틴어: Peregrinatio Compostellana)는 스페인 갈리시아 지방 산티아고데콤포스텔라의 순례지이다. 주로 프랑스 각지에서 피레네산맥을 통해 스페인 북부를 통과하는 길을 가리킨다.
이 길은 9세기 스페인 산티아고데콤포스텔라에서 성 야고보의 유해가 발견되었다고 알려져 유럽 전역에서 많은 순례객들이 오가기 시작했던 길이다. 산티아고 순례에 관한 배경에는 당시 이슬람군대의 위협에 이베리아반도의 마지막 보루를 지키고자 했던 정치적인 목적이 강했다. 성 야고보를 스페인의 수호 성인으로 모시게 되면서 오늘날 순례길이 생겼다.
러시아, 핀란드, 이탈리아, 포르투갈 등 각지에서 산티아고로 가는 여러 갈래길 가운데 가장 알려져 있는 '프랑스 길'은 프랑스 남부국경 생장피에드 (Saint-Jean-Pied-de-Port)에서 시작해 피레네산맥을 넘어 스페인 산티아고 콤포스텔라까지 이르는 800km 여정으로 프랑스인들이, 프랑스에서부터 오는 길이라는 뜻으로 붙여진 이름이다. 하루에 20여 킬로미터씩 한달을 꼬박 걸어야 한다. 연금술사의 파올로 코엘료가 걸어 더욱 유명해졌다. 2010년 27만명이 방문하였다.

## 천주교 순례길
최종 목적지가 산티아고데콤포스텔라 대성당인 산티아고 순례길은 로마, 예루살렘과 함께 중세시대에 기독교 순례자들의 매우 중요한 순례길 중에 하나였다. 교리상의 죄에 대한 보속으로 주어진 대사 중에 산티아고 순례도 있었다. ;
전승에 따르면 야고보는 이베리아 반도까지 다녀갔다는 기록이 있어, 갈리시아에 이장되었는데 후일 그의 유골함이 놓인 도시를 성인의 이름을 따와 산티아고데콤포스텔라라 부르게 되었다. 전통적인 순례 방식은 본인의 집에서 시작하는 것이지만, 주요 경로로 간주되는 몇몇 길이 있었고,  중세시대에 번성하던 길은 흑사병과 종교 개혁의 물결에 쇠퇴해 갔다. 1980년대가 되자 매년 겨우 수백명의 순례자들만 찾는 매우 한적한 순례길이 되었다. 1987년, 유럽평의회가 첫번째 유럽 문화길로 산티아고 순례길을 선정하면서, 순례붐이 일게된다. 유네스코 세계 유산 등재는 세계 각지의 순례자들이 현대에 순례길을 다시 찾는 계기가 되었다.
성 야고보 축일과 일요일이 겹치면 교황의 칙령에 따라 성스러운 해 또는 희년이 선포된다. 윤년 여부에 따라 5,6,11년마다 돌아오게 되는데, 이 시기는 순례객이 더 늘어난다. 다음 희년은 2021, 2027, 2032년이다.

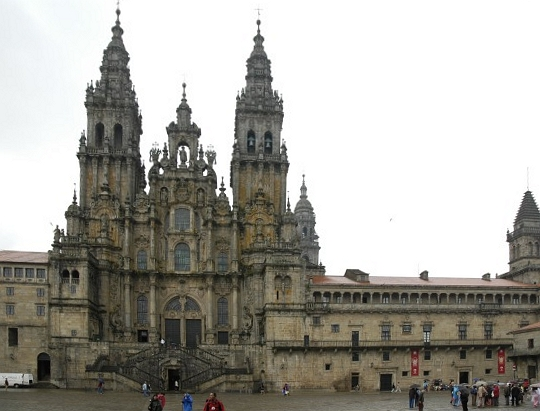
산티아고 순례길은 800 km 거리를 걸어 산티아고데콤포스텔라 대성당에 도착하여 끝난다.

## 조개
조개는 12세기부터 세례성사의 표상으로 사용되었으며, 순례의 상징이다. 예수의 12사도의 하나인 야고보는 스페인에 최초로 파견된 사도였다고 알려져 있지만 그 활동에 대한 구체적인 기록은 없다. 산티아고 순례길에는 길가는 도중에 조개 표식이 세워져 있다. 순례길을 모방한 제주도 올레길은 제주도 특산물인 조랑말을 형상화 하여 길 곳곳에 표시하고 있다.

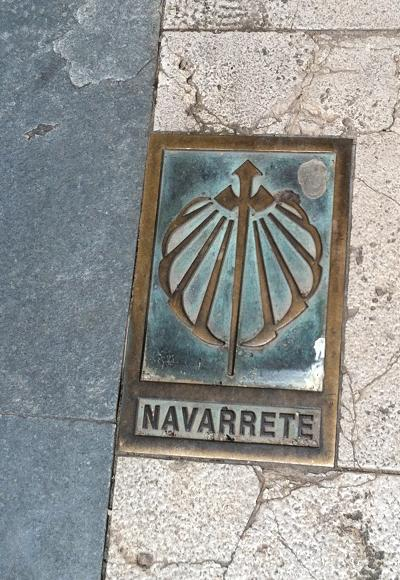
순례길 곳곳에 조개 표식이 되어 있다.
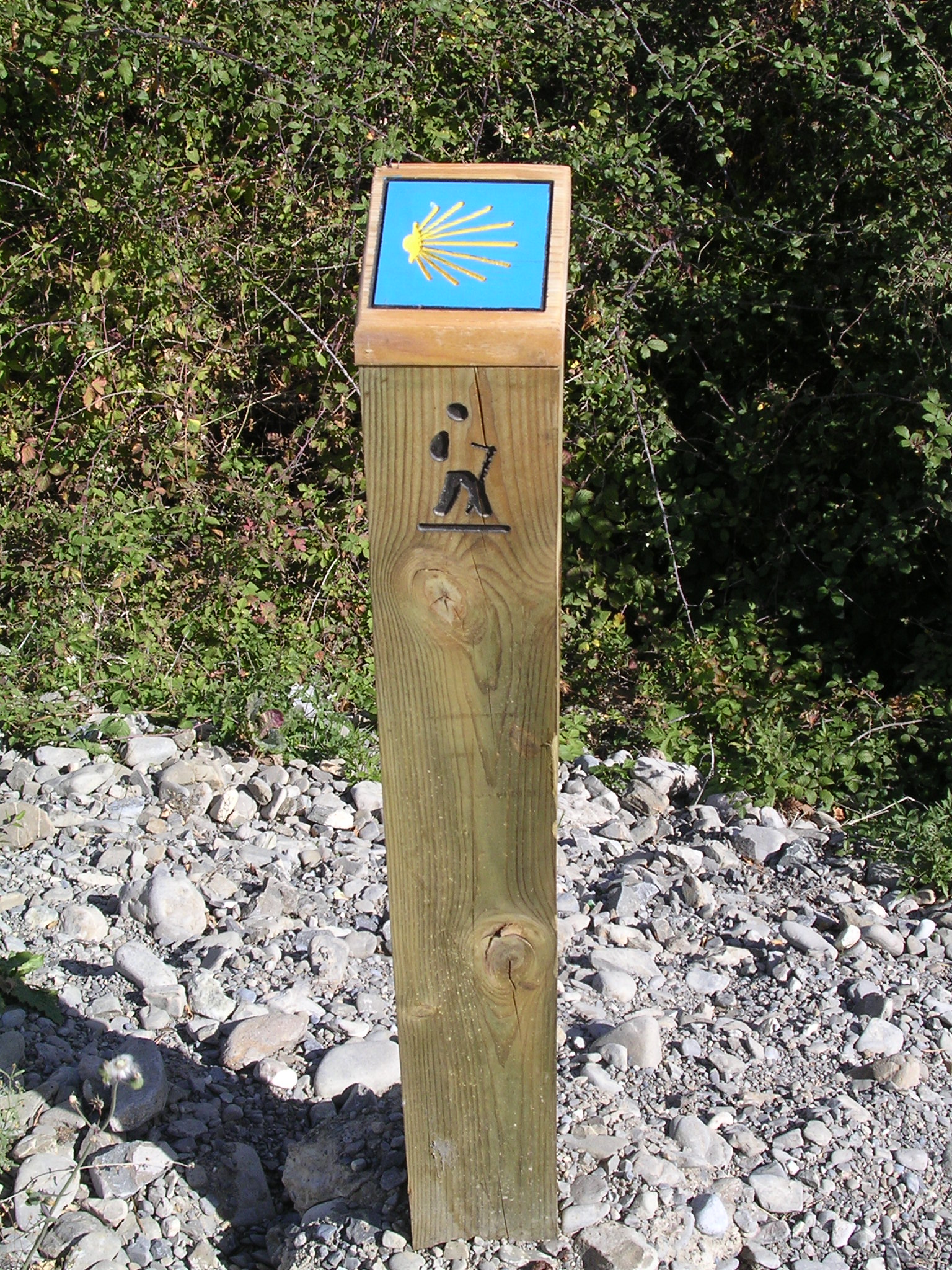
조개 표식을 새롭게 바꾸었다.

## 필그림 패스포트

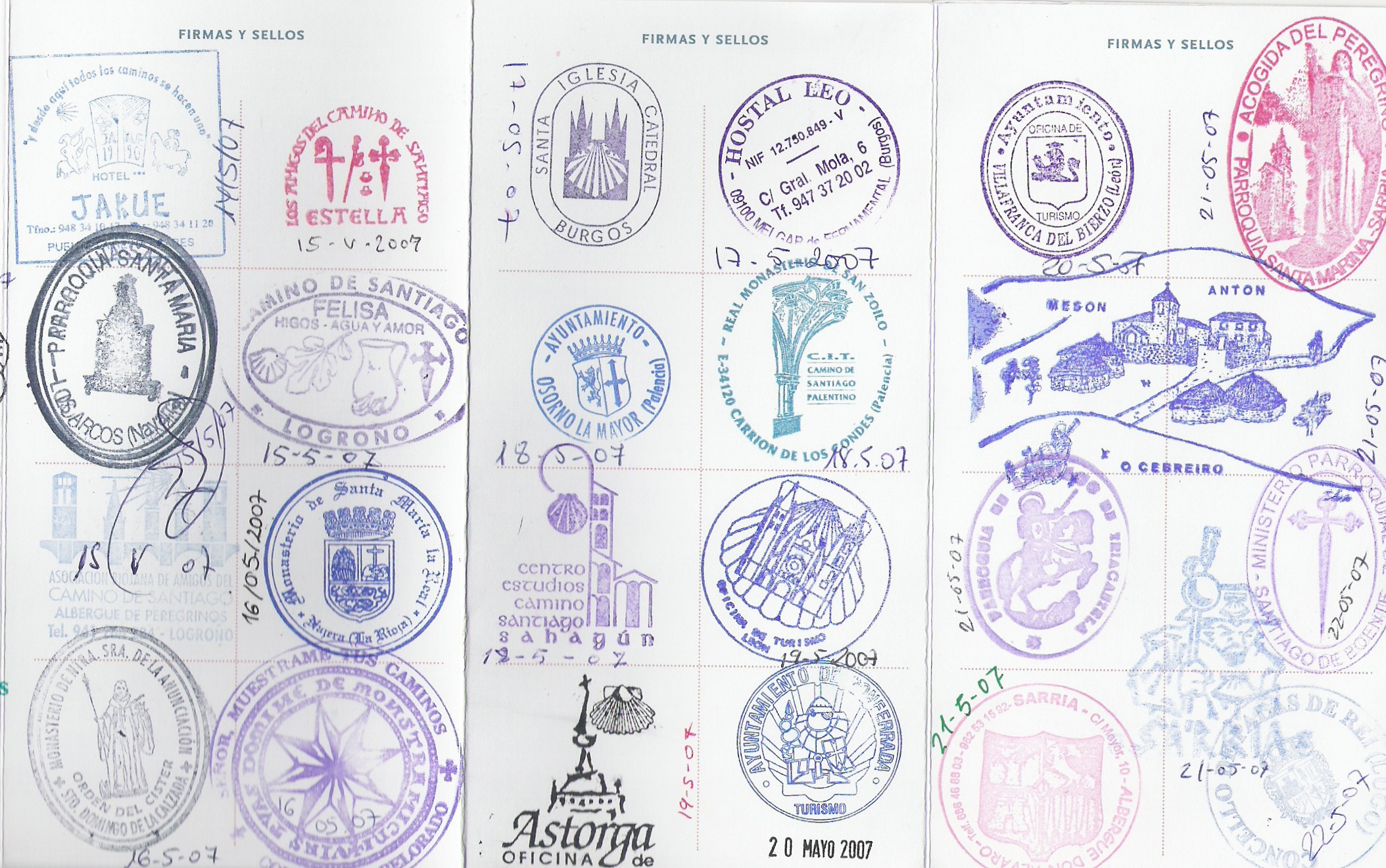
필그림 패스포트

대부분의 순례자들은 스페인 관광청이 몇유로에 판매하는 필그림 패스포트(순례자 여권)를 휴대한다. 길을 따라 걸으면 스탬프를 찍는 장소가 나오며, 패스포트에 스탬프를 찍어 본인이 그 길을 걸은 순례자임을 인증한다. 제주도 올레길도 동일한 패스포트를 도입했다.

## 같이 보기
- 그랜드 투어
- 하즈
- 산티아고 기사단